# Muşalikalesi, Akdağmadeni
Muşalikalesi là một xã thuộc huyện Akdağmadeni, tỉnh Yozgat, Thổ Nhĩ Kỳ. Dân số thời điểm năm 2010 là 510 người.